# North Battleford
North Battleford es una ciudad de la provincia canadiense de Saskatchewan. La población de North Battleford era de 13 190 habitantes en 2006,y de 13 836 habitantes en 2021. El alcalde de North Battleford es David Gillan. El área de Battlefords estuvo habitada por varios grupos aborígenes, como las tribus cree, assiniboine y blackfoot, que se disputaron el control de los recursos locales antes de la colonización europea.

## Historia
Durante miles de años antes del asentamiento europeo, distintas culturas de pueblos indígenas se sucedieron en la zona. El entorno de Battlefords (incluida la actual ciudad de North Battleford y la localidad de Battleford) estuvieron habitadas por varios grupos indígenas históricos, incluidos los cree y los pies negros de habla algonquina, así como los gobiernos de las bandas de las Primeras Naciones siux y assiniboine, que disputaron el control de los recursos locales.
Los primeros asentamientos europeos comenzaron como resultado del comercio de pieles por parte de los colonos franceses a finales del siglo XVIII. Los canadienses fundaron Fort Montaigne d'Aigle (Eagle Hills Fort) nueve millas por debajo de la confluencia de los ríos Saskatchewan y Battle en 1778. Un año más tarde, el fuerte fue abandonado tras un conflicto entre comerciantes y nativos.
El asentamiento europeo permanente en la zona se centró alrededor de la ciudad de Battleford, fundada en 1875 y ubicada en el lado sur del río North Saskatchewan. Battleford fue capital de los Territorios del Noroeste entre 1876 y 1883.
En 1905, la construcción de la línea principal del Ferrocarril del Norte de Canadá hasta Edmonton situó la línea en la orilla septentrional del río Saskatchewan Norte. North Battleford, construida a lo largo de la línea ferroviaria, se incorporó como aldea en 1906, como pueblo en 1907 y como ciudad (con una población de 5 000 habitantes) en 1913.
Los asirios fueron uno de los primeros colonos de la zona de North Battleford y sus alrededores. La colonia de inmigrantes estaba formada por 36 hombres y algunas mujeres de la ciudad de Urmía, en el noroeste de Persia. Fue fundada en 1903 por el Dr. Isaac Adams, un misionero presbiteriano asirio. En 1907, llegaron cuarenta colonos más. Finalmente, debido a las dificultades económicas, el Dr. Isaac Adams y algunos parientes cercanos emigraron a Turlock (California). Los descendientes de las familias que permanecieron en North Battleford tienen nombres de origen asirio. Algunos ejemplos de apellidos asirios son Bakus, Essau, George y Odishaw.
El crecimiento de la población se estancó hasta la década de 1940 y luego aumentó a aproximadamente 10 000 habitantes en la década de 1960. La ciudad se ha convertido en un centro administrativo y un centro de servicios para las necesidades económicas, educativas, sanitarias y sociales de la región.
North Battleford utilizó el sistema de votación por mayoría simple en sus elecciones municipales de 1920 a 1924.

## Índice de criminalidad
En 2018, Maclean's clasificó a North Battleford como el lugar más peligroso de Canadá en términos de delincuencia en general. El año anterior, Maclean's publicó un artículo sobre este tema: el lugar más peligroso de Canadá, North Battleford, está luchando por su futuro y analiza las iniciativas de seguridad planificadas por la comunidad.
Después de la publicación del artículo, el alcalde Ryan Bater dijo:
La realidad es que necesitamos que los niveles de gobierno provincial y federal tomen nota de esto y alineen sus esfuerzos con los nuestros. Esto debe ser una asociación. Esto no puede ser algo que los gobiernos hagan de manera aislada y debemos trabajar juntos. Si podemos hacer eso, entonces en algún momento en el futuro podremos ver grandes resultados.
El administrador de la ciudad, Jim Puffalt, agregó que el índice per cápita puede no ser preciso porque los datos de población no consideran a los numerosos transeúntes, que se estiman en algo más de 14 000. En su opinión, la ciudad tiene aproximadamente 30 000 personas en cualquier momento. "Si calculamos nuestras tasas para más de 30.000 personas, no seríamos el número uno [en el estudio de Maclean's]", concluyó.
En 2023, la ciudad de North Battleford obtuvo su posición más alta en el Índice de Gravedad del Crimen (CSI) desde 1998, y la ciudad desafió el dudoso apodo de "ciudad del crimen".

## Otros sitios web
- Sitio web oficial

- Datos: Q999654
- Multimedia: North Battleford / Q999654